# HD 87318
HD 87318，又名CD-24 8711，SAO 178357、HR 3962，是一颗恒星，视星等为6.7，位于銀經261.61，銀緯23.8，其B1900.0坐标为赤經9h 59m 5.3s，赤緯-24° 23.8′ 58″。